# The Damned Things
The Damned Things var en heavy metal-grupp bestående av Joe Trohman och Andy Hurley från Fall Out Boy och Anthraxmedlemmarna Scott Ian och Rob Caggiano, med Keith Buckley och Josh Newton från Every Time I Die.

## Historia
Idén till The Damned Things kom för ungefär fyra år sedan då Joe Trohman och Scott Ian träffades och skrev musik tillsammans, efter en kort tid bjöd de in Keith Buckley och Andy Hurley att vara med i bandet.
Deras första spelning var på "The Knitting Factory" i Brooklyn, New York den 1 juni 2010 och första spelningen i Europa genomfördes i London, Storbritannien den 10 juni samma år.
The Damned Things debutalbum Ironiclast släpptes den 14 december, 2010 via Island Records. Albumet har inslag från olika genrer, såsom blues, hårdrock och heavy metal-riff med poppiga refränger.

## Medlemmar
- Keith Buckley – sång (2009–2012)
- Joe Trohman – sologitarr, rytmgitarr, bakgrundssång (2009–2012)
- Scott Ian – rytmgitarr, bakgrundssång (2009-2012)
- Rob Caggiano – basgitarr (2009), sologitarr, rytmgitarr, bakgrundssång (2009–2012)
- Andy Hurley – trummor, slagverk (2009–2012)
- Josh Newton – basgitarr (2010–2012)

## Diskografi
Studioalbum
- Ironiclast (2010)

Singlar
- "We've Got a Situation Here" / "Ironiclast" (2010)